# Менегацция пробуравленная
Менегацция пробуравленная, или менегацция продырявленная (лат. Menegazzia terebrata)  — вид лишайников рода менегацция (Menegazzia) семейства пармелиевые (Parmeliaceae).

## Описание
Таллом листоватый, розетковидный, длиной 8—10 см. Верхняя поверхность серовато-зелёного цвета, ближе к середине темнеющая, матовая либо блестящая, с круглыми крупными отверстиями, часто с соралями. Нижняя поверхность складчатая, чёрного цвета, ризин не имеет. Сердцевина полая, белого цвета. Апотеции сидячие либо на короткой ножке, длиной до 5 мм, встречаются редко. Споры 5–68×30–68 мкм, эллипсоидальные; толщина стенки около 5 мкм.
Размножение преимущественно вегетативное посредством соредий.
Мезофит. Обитает на стволах и ветвях лиственных и хвойных пород.

## Ареал
В России встречается в её европейской части (включая Кавказ и Урал), Западной Сибири, на Дальнем Востоке. За рубежом встречается в Скандинавии, Атлантической Европе, Юго-Восточной Азии, Африке, Северной и Южной Америке.

## Охранный статус

### В России
Редкий вид. Занесена в Красную книгу России и в  ряд Красных книг субъектов Российской Федерации. Растёт на территории нескольких особо охраняемых природных территорий России.

### В Европе
Вид занесён в Красную книгу Республики Беларусь. Охраняется в Польше и Литве.